# Чіабата
Чіабата (також чабатта; італ. ciabatta, італійська вимова: [tʃaˈbatta] [чабатта]) — італійський білий хліб, виготовлений з пшеничного борошна та дріжджів. У перекладі з італійської буквально означає «ка́пець». Особливістю цього хліба є хрустка скоринка і м'якушка з великою, нерівномірно розподіленою пористістю. З кінця 1990-х років цей сорт хліба став дуже популярний у Європі та США, почав широко використовуватися для приготування бутербродів.

## Історія створення
Чіабату вперше приготував у 1982 році Арнальдо Кавалларі, який назвав хліб ciabatta polesana на честь регіону Полезіне, де він жив. Пізніше до 1999 року компанія Кавалларі ліцензувала рецепт для пекарів у 11 країнах. Кавалларі та інші пекарі в Італії були стурбовані популярністю сендвічів, виготовлених із багетів, які імпортувалися із Франції. Це загрожувало їхньому бізнесу, тому вони спробували створити італійську альтернативу для приготування сендвічів. Рецепт чіабати з'явився після кількох тижнів випробування варіацій традиційних рецептів хліба. Він складається з м'якого вологого тіста, виготовленого з борошна з високим вмістом клейковини.

## Поширення та особливості
Чіабату спочатку випікали тільки в Лігурії, але згодом цей сорт хліба став поширеним в усій Італії і навіть поза нею, наприклад в іспанській Каталонії, де він популярний під назвою чапата (кат. xapata). У багатьох регіонах є свої варіації оригінального рецепту. У чіабати, випеченої в районі Озера Комо, хрустка скоринка, м'яка, пориста текстура, хліб легкий. Чіабата, випечена в областях Тоскана, Умбрія та Марке, може бути зовсім різною — від хліба з твердою шкіркою і щільною м'якушкою до хліба більш м'якого і легкого.
Чіабату було представлено у Великій Британії в 1985 році компанією Marks & Spencer, а пізніше у США у 1987 році Orlando Bakery, фірмою з Клівленда. Orlando Bakery за допомогою трьох пекарів з Італії розробили продукт для масового виробництва. Вони успішно представили свіжий хліб, а згодом і заморожену версію. Його швидко скопіювали по всій території США. Різновид, звичний для Сполучених Штатів, готується з дуже вологого тіста, яке часто потребує машинного замішування та закваски.
У Сполучених Штатах Америки зазвичай випікають чіабату з більш мокрого тіста, що вимагає машинного замісу і додавання спеціальних ферментів і закваски.
Нові різновиди чіабати продовжують створюватися. Хліб, що випікається з цільного пшеничного борошна, називається ciabatta integrale — «цільна чіабата». У Римі чіабату часто печуть з додаванням оливкової олії, солі та майорану. Якщо в тісто додати молоко, вийде ciabatta al latte — «чіабата на молоці».
Чіабата використовується для приготування сендвічів в багатьох мережах швидкого харчування.